# Pays-Bas au Concours Eurovision de la chanson 1964
Les Pays-Bas ont participé au Concours Eurovision de la chanson 1964 le 21 mars à Copenhague. C'est la 9e participation néerlandaise au Concours Eurovision de la chanson.
Le pays est représenté par la chanteuse Anneke Grönloh et la chanson Jij bent mijn leven, sélectionnées par la Nederlandse Televisie Stichting au moyen de la finale nationale Nationaal Songfestival.

## Sélection

### Nationaal Songfestival 1964
Le radiodiffuseur néerlandais, la Nederlandse Televisie Stichting (NTS) (prédécesseur de l'actuelle Nederlandse Omroep Stichting, NOS) a sélectionné Anneke Grönloh en interne et organise l'édition 1964 du Nationaal Songfestival (nl) pour sélectionner la chanson représentant les Pays-Bas à l'Eurovision 1964.
Le Nationaal Songfestival 1964, présenté par Elles Berger (nl), a lieu le 24 février 1964 à la salle de concert Tivoli à Utrecht.

#### Finale
Trois chansons participent à la sélection nationale, toutes interprétées par Anneke Grönloh. Toutes les chansons sont interprétées en néerlandais, langue nationale des Pays-Bas.
| Ordre | Artiste        | Chanson             | Traduction            | Points | Place |
| ----- | -------------- | ------------------- | --------------------- | ------ | ----- |
| 1     | Anneke Grönloh | Vliegende Hollander | Le Hollandais volant  | 60     | 3     |
| 2     | Anneke Grönloh | Weer zingt de wind  | Le vent chante encore | 141    | 2     |
| 3     | Anneke Grönloh | Jij bent mijn leven | Tu es ma vie          | 159    | 1     |

Lors de cette sélection, c'est la chanson Jij bent mijn leven qui fut choisie. À l'Eurovision, l'interprète est accompagné du chef d'orchestre Dolf van der Linden.

## À l'Eurovision

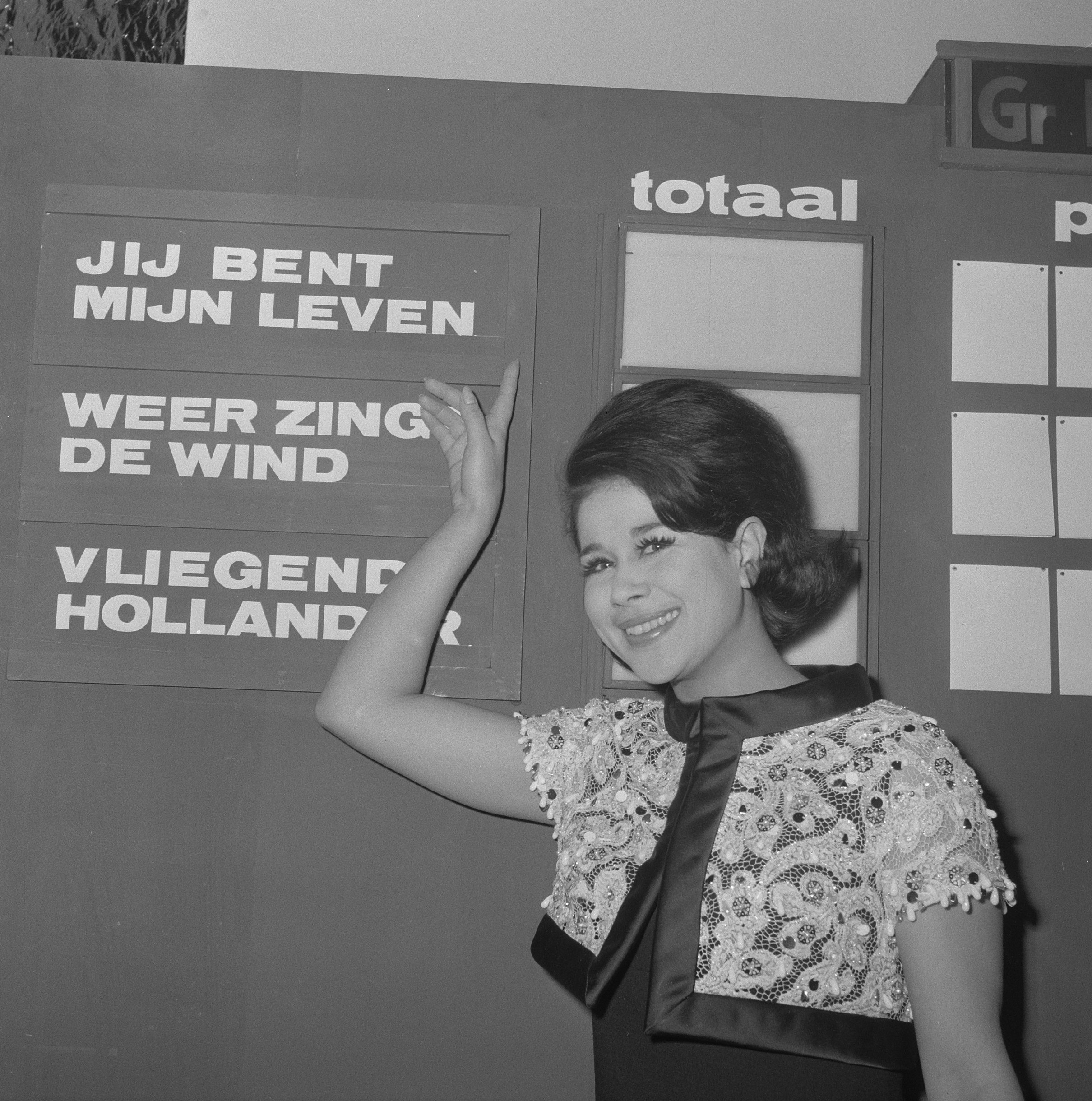
Anneke Grönloh indique la chanson Jij bent mijn leven au tableau d'affichage qui remportera le Nationaal Songfestival 1964 et qui représente les Pays-Bas à l'Eurovision 1964.

Chaque jury national attribue un, trois ou cinq points à ses trois chansons préférées.

### Points attribués par les Pays-Bas
| 5 points | Italie      |
| 3 points | Luxembourg  |
| 1 point  | Royaume-Uni |

### Points attribués aux Pays-Bas
| 5 points | 3 points | 1 point                  |
| -------- | -------- | ------------------------ |
|          |          | - Danemark - Royaume-Uni |

Anneke Grönloh interprète Jij bent mijn leven en 2e position, suivant le Luxembourg et précédant la Norvège.
Au terme du vote final, les Pays-Bas terminent 10es — à égalité avec la Belgique — sur les 16 pays participants, ayant reçu 2 points au total,.